# Skirsjön (Vårdinge socken, Södermanland)
Skirsjön är en sjö i Södertälje kommun i Södermanland och ingår i Trosaåns huvudavrinningsområde. Sjön är 2,8 meter djup, har en yta på 0,0655 kvadratkilometer och befinner sig 50,1 meter över havet.

## Delavrinningsområde
Skirsjön ingår i det delavrinningsområde (655095-159099) som SMHI kallar för Mynnar i 654951-159037. Medelhöjden är 53 meter över havet och ytan är 5,12 kvadratkilometer. Räknas de 3 avrinningsområdena uppströms in blir den ackumulerade arean 12,89 kvadratkilometer. Vattendraget som avvattnar avrinningsområdet har biflödesordning 4, vilket innebär att vattnet flödar genom totalt 4 vattendrag innan det når havet efter 29 kilometer. Avrinningsområdet består mestadels av skog (69 procent) och jordbruk (13 procent). Avrinningsområdet har 1,1 kvadratkilometer vattenytor vilket ger det en sjöprocent på 6,3 procent. Bebyggelsen i området täcker en yta av 0,89 kvadratkilometer eller 5 procent av avrinningsområdet.